# Diables Tarascaires
Els Diables Tarascaires és una colla de diables fundada el 1996 per encarregar-se de portar i protegir la Tarasca de Barcelona, una figura del bestiari festiu que s'estrenà el 1993 i estava custodiada per l'Associació de Geganters, Grallers i Bestiari de la Barceloneta. De tant en tant, també participa en correfocs autònomament, sense la Tarasca.
Per a la Festa Major de la Barceloneta representa un espectacle de foc basat en un acte sacramental creat expressament, en què s'escenifica la lluita entre l'arcàngel sant Miquel i Llucifer, amb la participació de colles de diables i bèsties alternativament. L'any 2003 l'acte es va actualitzar amb la incorporació de la lectura de versots. Els Diables Tarascaires van vestits amb pantalons verds guarnits amb flames, samarreta vermella amb l'anagrama de la colla, casaca de color blau marí decorada personalment per cadascú, i caputxa verda. Els colors de la casaca i de la caputxa s'inspiren en els dels faldons de la Tarasca.